# ليوناردو كورديرو
ليوناردو كورديّرو (بالبرتغالية: Leonardo Cordeiro‏) هو سائق سيارة سباق برازيلي، ولد في 8 نوفمبر 1989 في ساو جوزيه دوس كامبوس في البرازيل.